# Championnat d'Uruguay de football américain
Le Championnat d'Uruguay de football américain est une compétition organisée par la Ligue uruguayenne de football américain (Liga Uruguaya de Football Americano en espagnol, LUFA en abrégé) et qui réunit l'élite des clubs uruguayens de football américain. 
Elle était anciennement connue sous les acronymes UFFF, UXFFF et UFL. La ligue est aujourd'hui dirigée par un staff multidisciplinaire, composé de représentants de toutes les équipes. À ses tout débuts de 2004 à 2007, la ligue pratique le flag football mais passe au football américain pour la saison 2008. Pendant sa période flag, la compétition se comportait deux compétitions distinctes : le Red Bowl et le Black Bowl. Les vainqueurs de ces deux épreuves s'affrontaient lors d'une finale dénommée Xtreme Bowl. En 2006, Les Golden Bulls ont remporté les Red et le Black bowl et furent tous deux désignés champions sans avoir à disputer l'Xtreme Bowl.
Dès 2008, les équipes se rencontrent une seule fois en saison régulière (actuellement quatre matchs puisque cinq équipes). Les deux premières équipes se disputent ensuite la finale.
La Ligue uruguayenne de football américain est membre de la Fédération internationale de football américain (IFAF) et de l'IFAF Amériques (IFAF Americas). Elle gère également l'équipe national (es) dénommée les « Charrúas » qui effectue des matchs amicaux principalement contre les équipes sud-américaines voisines.

## Clubs de la saison 2019
- Montevideo Barbarians
- Montevideo Emperadores
- Montevideo Golden Bulls
- Montevideo Spartans
- Montevideo Troyanos

## Palmarès
| Saisons | Champions                                      | Finalistes                                     |
| ------- | ---------------------------------------------- | ---------------------------------------------- |
| 2005    | Montevideo Barbarians                          | Montevideo Sharks                              |
| 2006    | Montevideo Golden Bulls                        | -                                              |
| 2007    | Emperadores                                    |                                                |
| 2008    | Emperadores                                    |                                                |
| 2009    | Montevideo Golden Bulls                        |                                                |
| 2010    | Pas de championnat                             | Pas de championnat                             |
| 2011    | Montevideo Barbarians                          |                                                |
| 2012    | Montevideo Barbarians                          |                                                |
| 2013    | Emperadores                                    | Montevideo Barbarians                          |
| 2014    | Titre partagé entre Golden Bulls et Barbarians | Titre partagé entre Golden Bulls et Barbarians |
| 2015    | Montevideo Barbarians                          | Montevideo Emperors (score : 16-0)             |
| 2016    | Montevideo Barbarians                          | Montevideo Golden Bulls (score : 25-8)         |
| 2017    | Montevideo Barbarians                          | Montevideo Golden Bulls                        |
| 2018    | Montevideo Barbarians                          | Montevideo Golden Bulls                        |
| 2019    | Montevideo Barbarians                          | Montevideo Golden Bulls (score : 37-20)        |

| Dates             | Vainqueurs                                                                  | Scores                                                                      | Finaliste                                                                   |
| ----------------- | --------------------------------------------------------------------------- | --------------------------------------------------------------------------- | --------------------------------------------------------------------------- |
| Red Bowl          |                                                                             |                                                                             |                                                                             |
| 16 septembre 2006 | Montevideo Golden Bulls                                                     | 34-0                                                                        | Montevideo Sharks                                                           |
| Black Bowl        |                                                                             |                                                                             |                                                                             |
| 9 décembre 2006   | Montevideo Golden Bulls                                                     | 40-0                                                                        | Montevideo Barbarians                                                       |
| Xtreme Bowl       |                                                                             |                                                                             |                                                                             |
| 2005              | Montevideo Barbarians                                                       | 06-0                                                                        | Montevideo Sharks                                                           |
| 2006              | Non disputé, Montevideo Golden Bulls ayant remporté le Red et le Black Bowl | Non disputé, Montevideo Golden Bulls ayant remporté le Red et le Black Bowl | Non disputé, Montevideo Golden Bulls ayant remporté le Red et le Black Bowl |

## Statistiques par club
| Clubs                   | Nombre | Saisons                                                        |
| ----------------------- | ------ | -------------------------------------------------------------- |
| Montevideo Barbarians   | 8      | 2005, 2011, 2012, 2014 (Titre partagé), 2015, 2016, 2017, 2018 |
| Montevideo Golden Bulls | 4      | 2006, 2009, 2014(Titre partagé), 2019                          |
| Montevideo Emperadores  | 3      | 2007, 2008, 2013                                               |